# M47パットン
M47 パットン（英語: M47 Patton）は、アメリカ合衆国によって開発された第二次世界大戦後第1世代型主力戦車（中戦車に分類される場合もある）である。
M4シャーマンおよびM46の後継車両として設計されたパットンシリーズの第2弾である。

## 開発

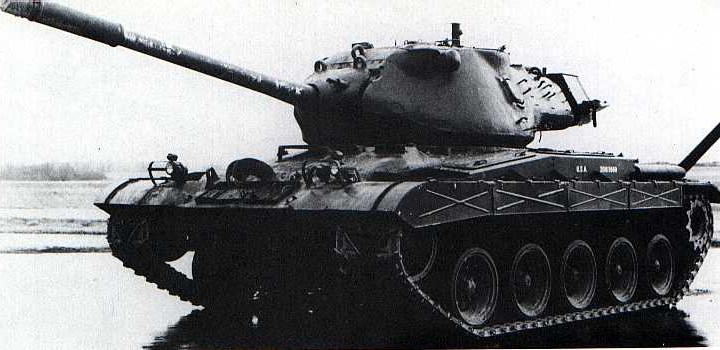
T42

アメリカ陸軍は、1948年8月より、新型の中戦車としてT42の開発に着手するとともに、暫定的な改良型として、1949年にはM26パーシングのエンジンとトランスミッションを換装してM46を完成させた。
T42の装備する新型砲塔（試作名称は「T42」で車両と同一）の最大の変更点は、新しい50口径90mm戦車砲であるT119（制式化名 M36）戦車砲の搭載である。これは、M46以前で使用されていたM3 90mm戦車砲をもとに、より高初速の弾薬に対応するなどの改良を加えたものであった。また、T42砲塔では、遠距離でも高い命中精度を確保するため、砲塔左右の半球形張り出しにステレオ式測距儀を装備した（前期型のM47には装備されておらず、測距儀の取付穴をパッチで塞いでいる。後期型のM47では装備された）。また、砲塔リング径はM4からM46まで続いた69インチ（175cm）から、85インチ（216cm）に拡大された。
しかし、その配置が主砲に近すぎた結果、実射試験において砲撃時の衝撃で射線軸が狂ってしまうという欠陥が露見し、開発計画の見直しが必要となったが、1950年6月の朝鮮戦争勃発によって新型戦車に対する切実な必要性が生じたことから計画は前倒しされ、ステレオ式測距儀については未装備のまま問題解決を後回しにして、既存のM46の車体にT42の砲塔を搭載する、新古車とでも言う車両がデトロイト造兵廠で設計されることとなった。これは当初はM46E1、改めて1951年4月、M47中戦車（Medium Tank M47）の制式番号を与えられて採用された。同年11月にはエンジンとトランスミッションをマイナーチェンジした改良型に変更した本格量産型が、アメリカ軍の戦車分類が見直されたために90mm砲戦車 M47(90mm Gun Tank M47)と改称されて直ちに生産が開始されたが、部隊配備が開始されたのは1952年に入ってからであり、結局、朝鮮戦争での実戦参加には間に合っていない。同年には後継のT48戦車の開発が完了し、翌年1953年にはT48は「M48」として量産発注がなされたため、M47はアメリカでは速やかにM48に更新されることになった。
M47には、防盾の右側の直接照準孔と、主砲の右側の直接照準眼鏡（テレスコープ）が無く、M47の前期型には当てにしていたステレオ式測距儀が未装備のままだったので、主砲の照準は砲塔上面右側の砲手用照準潜望鏡（ペリスコープ）のみが頼りであった。
M47はM46からの改造分も含めて総計8,600両余が生産されたが、前述のようにアメリカ軍での運用期間は僅かで、実態としては、北大西洋条約機構および東南アジア条約機構の加盟国やその他のアメリカ同盟国に供与品として提供されている。アメリカ本国で予備装備として保管されていたM47は、後継のM48/60/60A1が供与品として提供されるようになると順次処分され、1970年代にはスクラップもしくは博物館の展示品として払い下げられるか、軍の演習地で実弾射撃の標的として用いられた。
なお、実射標的とされたM47は1970年代以降に開発された各種対戦車兵器の試験や軍の演習を記録した映像/写真に頻繁に登場している。これらの用途に供された結果、M47の装甲はもっとも分厚い正面でもM60A1の105mmHEAT弾が直撃すれば簡単に貫通されてしまうことが判明した。この事実は、従来の均質圧延装甲に対する現代対戦車兵器の威力をこの上ない形で実証するものとなった。
|          | M46                                      | M47                                      | M48 | M60                                                                              |
| -------- | ---------------------------------------- | ---------------------------------------- | --- | -------------------------------------------------------------------------------- |
| 画像     |                                          |                                          | |                                                                                  |
| 世代     | 第1世代                                  | 第1世代                                  | 第1世代 | 第2世代                                                                          |
| 全長     | 8.48 m                                   | 8.51 m                                   | 9.30 m | 9.309 m                                                                          |
| 全幅     | 3.51 m                                   | 3.51 m                                   | 3.65 m | 3.60 m                                                                           |
| 全高     | 3.18 m                                   | 3.35 m                                   | 3.10 m | 3.30 m                                                                           |
| 重量     | 44 t                                     | 46 t                                     | 49 t | 52 t                                                                             |
| 主砲     | 50口径90mmライフル砲                     | 50口径90mmライフル砲                     | 43口径90mmライフル砲（A1-A3） 51口径105mmライフル砲（A5）                                                    | 51口径105mmライフル砲                                                            |
| 副武装   | 12.7mm重機関銃M2×1 7.62mm機関銃M1919A4×1 | 12.7mm重機関銃M2×1 7.62mm機関銃M1919A4×1 | 12.7mm重機関銃M2×1 7.62mm機関銃M73×1（A1-A3） 7.62mm機関銃M60E2×1（A5初期） 7.62mm機関銃M240C×1（A5後期）    | 12.7mm重機関銃M85×1 7.62mm機関銃M3/M60E2×1（A1） 7.62mm機関銃M240×1（A1RISE/A3） |
| エンジン | 空冷4サイクルV型12気筒 ガソリン          | 空冷4サイクルV型12気筒 ガソリン          | 空冷4サイクルV型12気筒 ツインターボチャージャーガソリン（A1/A2） ツインターボチャージド・ディーゼル（A3/A5） | 空冷4サイクルV型12気筒 ツインターボチャージド・ディーゼル                        |
| 最大出力 | 810 hp                                   | 810 hp                                   | 810 hp（ガソリン） / 750 hp（ディーゼル）                                                                    | 750 hp                                                                           |
| 最高速度 | 48 km/h                                  | 48 km/h                                  | 48 km/h | 48 km/h                                                                          |
| 懸架方式 | トーションバー                           | トーションバー                           | トーションバー                                                                                               | トーションバー                                                                   |
| 乗員数   | 5名                                      | 5名                                      | 4名 | 4名                                                                              |
| 装填方式 | 手動                                     | 手動                                     | 手動 | 手動                                                                             |

## 各型および派生型
M46E1
M46戦車の車体にT42砲塔を搭載し、M36 90mm砲とより高性能な無線機、ステレオ式測距儀、ベンチレーターを装備した車両。制式化されM47となる。
M47
量産型。
M47M
1960年代に始められた改良計画で、射撃統制装置（FCS）とエンジンをM60A1のものに換装し、補助操縦士のためのスペースを主砲弾の弾薬庫に変更している。主砲はL7 105mm戦車砲に換装せず、オリジナルと同じM36 90mm砲のままである。
アメリカではこの改修計画は実行されなかったが、イランとパキスタンで合計800輌以上がこの計画に基づいて改修された。
M47E
スペインでの独自改修型。改修内容はM47Mとほぼ変わらないが、FCSは換装されていない。
M47E1
M47Eの改修型。エンジンをディーゼルエンジンに換装したもの。
M47E2
M47E1の主砲を、M48A5やM60系戦車と同じL7 105mm戦車砲に換装したもの。

M47ER3
スペイン製の装甲回収車仕様。

## 採用国
アメリカ軍がM48を制式採用すると、更新されて余剰となった多数のM47が世界中に売却・供与された。結果、M47はM48／M60と並んで西側標準戦車としての地位を築いており、長らく使われた。
スペイン軍のM47は、ハリウッド映画『バルジ大作戦』で、ティーガーII役を演じている。
オーストリア軍のM47は退役後、国境警備用のトーチカとして再利用された。このうちの一輌はアーノルド・シュワルツェネッガーがオーストリア陸軍戦車兵時代に搭乗していたもので、後にシュワルツェネッガーはスクラップの扱いで購入し、走行可能な状態にレストアし私有している。

### 日本におけるM47
陸上自衛隊は、それまでもM4 シャーマンやM24 チャーフィー、M41 ウォーカー・ブルドッグを運用し、アメリカ製戦車に高い評価を与えていたことから本車についても採用を検討し、アメリカ側も供与計画を立案したが、西ドイツへの1,500両にのぼる大量供与と時期が重なったことから、アメリカに供給余力がまったくなくなった。そこで、M47の供与を受ける代わりに在日米軍の削減によって浮く駐留軍経費の転用などをもって国産の新型戦車（STA、後の61式戦車）が開発・生産されることとなった。
結果、M47は後期型1両のみがSTA開発の参考として供与され、技術解析やSTAの試作車両との比較に用いられた後に用途廃止となりスクラップとして払い下げられたが、そのスクラップ扱いの物を再生した車両が2014年現在も民間企業によって保管されている（一般公開はされていない）

### 現在の運用国
イラン - 2023年時点で、M47およびM48を合わせて168両を保有している。

## 実戦投入
第二次印パ戦争（1965年）
アサル・ウッターの戦いでパキスタン陸軍第1機甲師団がM48やM24軽戦車と合わせ220輌以上を投入。しかし雨季のため湿地となったサトウキビ畑のキルゾーンに引き込まれて機動力を失い、インド陸軍のセンチュリオン戦車による待ち伏せ攻撃を受け、72輌のM47/48を含む97輌を失った。以後、現地が「パットンナガー（パットンの墓場）」と呼ばれるようになる程の大敗北であった。
第三次中東戦争（1967年）
サマリア地区の戦闘で、ヨルダン軍第40機甲師団の30輌（他にM48パットン90輌）が参加。イスラエル軍ベレド准将麾下のM51スーパーシャーマンと距離1200m以上で撃ち合ったが、乗員の練度の差で一方的に被弾し、8輌を失って撤退した。その後ザバビダ前面でよく掩蔽されたM47が防衛戦闘に活躍したが、最終的に敗れ後退している。
トルコのキプロス侵攻（1974年）
トルコ軍が使用するが、1両がキプロスに鹵獲された。
ユーゴスラビア内戦（1990年以降）
クロアチア側が使用するが、その性能はセルビア側のT-34-85やT-55と比較して大きく劣っていると評価された。

## 登場作品

### 映画
『バルジ大作戦』
スペイン陸軍の車両がティーガーIIとして登場。

### アニメ
『Project BLUE 地球SOS』
国連軍やニューメキシコ州州兵の戦車として登場。

### 小説
『遙かなる星』
第三次世界大戦により崩壊したアメリカ合衆国にて、合衆国東部を支配する武装勢力「東軍」の機械化大隊が、旧合衆国陸軍に配備されていたM47を使用する形で登場。

### ゲーム
『War Thunder』
アメリカ、イタリア、日本、ドイツの各陸軍中戦車ツリーにて使用可能。日本ツリーでは上述したSTA開発参考用に1両だけ供与されたM47が、ドイツツリーでは戦後西ドイツに配備された車両が「mKPz M47」の名称で登場し、イタリアツリーではOTO社（現オート・メラーラ）開発の105mm砲を搭載した「M47(105／55)」が登場する。